# Seseli tenuisectum
Seseli tenuisectum är en flockblommig växtart som beskrevs av Eduard August von Regel och Johannes Theodor Schmalhausen. Seseli tenuisectum ingår i släktet säfferötter, och familjen flockblommiga växter. Inga underarter finns listade i Catalogue of Life.